# Spoliation légale
Pour les articles homonymes, voir spoliation.
Vous pouvez aider à l'améliorer ou bien discuter des problèmes sur sa page de discussion.
La spoliation légale, dans la pensée de l'économiste Frédéric Bastiat , est la conclusion que l' État constituait une grande machine qui a été conçue spécifiquement pour voler la propriété à certaines personnes, sans leur consentement bien sûr, et de les transférer à d'autres. 
Mais le terme prend tout son sens lorsque le décapage se fait au détriment de la majorité des citoyens en faveur de l'élite. 

Le fonctionnement de l' État est généralement de fournir les services publics indivisibles, leur financement à la fiscalité dont le niveau est mesuré, en général, avec le fardeau fiscal apparente ou de la charge fiscale légale niveau et individuelle avec le « taux effectif d'impôt ou avec le « taux d'imposition total ou coin fiscal .
La fiscalité sert plusieurs fonctions, y compris le plus important est de mettre en œuvre des politiques de redistribution des revenus dans un esprit de cohésion sociale si les taxes appliquées sont progressive .
La spoliation légale peut être considéré comme une forme de redistribution des revenus des pauvres vers les riches détenue par l'État médiée l'application de ses lois d'application la fonction régressive imposition.

## Spoliation légale dans la pensée politique et économique
Dans la pensée économique, un modèle de la Spoliation légale est décrite en supposant que l' état peut être utilisé comme un outil par lequel sont soustraits coercitive aux propriétés de la communauté, de la laisser avoir, toujours dans la loi, à un petit groupe.
Ce qui s'est passé dans l'histoire et se produit lorsque des groupes particuliers qui atteignent les niveaux de la puissance de l'État, agissant de manière coordonnée créent un organisme de droit qui s'applique, assurent la fonction de redistribution des revenus de la foule vers ces groupes.
Alors que dans le passé l'imposition de règles a été fait d'une manière oppressive dans les régimes non libéraux, ce modèle a été préservé, voire accru dans les États démocratiques modernes avec la mise en œuvre des normes qui a finalement génèrent le même résultat.
Ainsi, dans les formes précoces de l'État moderne, il y a eu des mises en œuvre de normes que les élites clairement favorisé, avec la fiscalité, les monopoles, les formes de contribution manifestement déséquilibrée depuis la mise en œuvre des règles des régimes autoritaires ou avec des formes limitées de démocratie et soutenue par la propagande de régime et la répression.
Dans les États démocratiques, avec la participation universelle à la vie démocratique, les élites ont maintenu et mis en œuvre de nouveaux systèmes de spoliation légale afin d'élargir le champ des bénéficiaires et le déplacement de la répression à la gestion de la dissidence, le reléguant à la minorité, par la désinformation de la population alimentée par les moyens modernes de communication de masse. [4]
Si vous ne identifiez pas alors les mécanismes sous-jacents d'un schéma de la spoliation légale, ne pas inclure les stratégies appliquées dans la désinformation de masse.
Dans le temps, il ne peut pas localiser une politique de partie particulière par exemple. droite ou à gauche comme un actionneur d'un modèle particulier, que la complexité qui en résulte détermine l'implication continue de multiples acteurs.
L'Elite fonctionne alors très large dans la direction de l'État avec les objectifs à très long terme ainsi que le très court terme, mais toujours avec le même but: pour transférer la richesse de manière coercitive par la communauté en petits groupes.

## La prédation dans la pensée de Frédéric Bastiat
À la base, vous avez une philosophie morale absolue qui se développe sur la loi naturelle.
L'étude des sociétés humaines permet la découverte des lois naturelles de l'économie et de l'histoire en particulier utilisant à la fois l'observation scientifique et empirique.
Philosophie morale ainsi définie se applique à tous les êtres humains de la plus humble à les hauts sommets aux dirigeants et politiciens.
Richesse (propriété) peut être acquis de deux façons:
faire leur propre entreprise sur la base de contrats d'échanges librement consentis par de «producteurs»;
de vol (y compris toutes les activités soustraction involontaires) perpétrée par «prédateurs».
L'activité de prédation est objectivement mesurée par l'étude de l'histoire.
La spoliation légale vient de l'observation que les prédateurs ont été placés au sommet de l'État et ont développé leurs activités de prédation par l'introduction de lois qui mettent en œuvre.
Pour ce faire, leur activité est justifiée comme une exception aux principes moraux universels, un code moral destiné à la diffusion "magnificarla".
Les victimes de prédateurs sont trompés par la tromperie, la fraude, avec l'utilisation de la sophistique, créant la désinformation, de cacher la réalité avec la complicité généralisée dans l'appareil de contrôle de l'État.
La révélation de spoliation juridique est une tâche des économistes comme Bastiat, car ils ont les outils et les compétences nécessaires pour percer les lois qui contiennent les astuces, trucs et réfuter les mensonges, la désinformation, la vérité victimes cachées (personnes commune).
Seuls les économistes peuvent libérer l'état de ces prédateurs ou les détecter au moment de l'organisation de la nouvelle de la spoliation légale pour lui de prendre le rôle de la véritable gardien de ses citoyens qui doit être dans une société pour de bon.

## La technique de la Spoliation légale
La spoliation légale est, par définition, à travers la loi mise en œuvre par la force par l'État ou de ses agences.
Dans une première étape à travers les règles de la spoliation légale est créée proie du patrimoine ou le fond ou des actifs par le biais de la dette publique, à piller.
Dans la deuxième phase grâce à une nouvelle réglementation de la spoliation légale, est confiée la proie du patrimoine à l'élite.
L'état opère la redistribution de la richesse de ses citoyens travaillant sur deux fronts:
Imposition ou d'imposition
Prestations de services
De cette simple distinction peut facilement distinguer les techniques de la spoliation légale peuvent être détectés en identifiant quels sont les groupes privilégiés peut-être une imposition régressive ou facilité par les services privilégiés ou faveur, par rapport à la majorité.
Pour comprendre la technique de la spoliation légale, il faut identifier :
- les élites;
- les pillés;
- la proie du patrimoine ;
- destinée à couvrir les règles de la spoliation légale;
- les règles de l'accumulation d'actifs proies;
- la législation "proie, patrimoine, thésaurisation";
- les organismes de contrôle, mais beaucoup inefficaces;
- la gestion de la désinformation.

### Les élites
Les élites sont les groupes qui organisent, gèrent et bénéficient de la spoliation légale.

### Les pillés
Les pillés sont les victimes de dépossession qui sont ceux qui sont la proie du patrimoine en vertu de l'exigence de la législation mise en œuvre de la dépossession juridique contre leur volonté.

### Actionnaires attaquent
Actionnaires proie est la richesse qui s'accumule légalement predandola à pillés et redistribué à l'élite.[incompréhensible]

### Le champ d'application des règles de la spoliation légale
Le but de couverture ne est cependant pas un élément obligatoire présente.
Frédéric Bastiat appelé sophismes et illusions Comment mettre en œuvre la spoliation légale qui est divisé de sorte l'illusion de vouloir atteindre des objectifs d'intérêt public existants.

### La législation
La législation qui sous-tend la dépossession juridique peut avoir ces caractéristiques qui le rendent illisible:
- langage spécialisé;
- dispersé dans d'autres normes;
- normes sans titres des articles;
- articles de loi à long;
- aucun texte unique;
- règlements d'urgence;
- changement continu de la législation.

Un exemple de législation pour mettre en œuvre la spoliation légale. [6]

## Spoliation légale histoire
Marcus Porcius Cato
« Les voleurs de biens privés passent leur vie en prison et dans les chaînes, celles de biens publics dans les richesses et les honneurs. »
(Marcus Porcius Cato dit Caton l'Ancien, cité par Tite-Live dans Aulu-Gelle, Grenier Nuits , XI, 18, 18)

## Le dépassement de la dépossession juridique
Si les mécanismes de la spoliation légale de vous identifier ces situations, Chomsky suggère de ne pas attaquer l'individu au sein de l'institution à être supprimé car il sera supprimé du système.

### Livres
- (en) Frédéric Bastiat, The Law, Auburn, Alabama, Ludwig von Mises Institute, 2007 (ISBN 978-1-933550-14-5, présentation en ligne)

- Frédéric Bastiat (préf. Michel Leter), Sophismes économiques, Paris, Les Belles Lettres, coll. « Bibliothèque classique de la liberté », 2005, 290 p. (ISBN 978-2-251-39038-3, présentation en ligne)